# Tom Stubbe

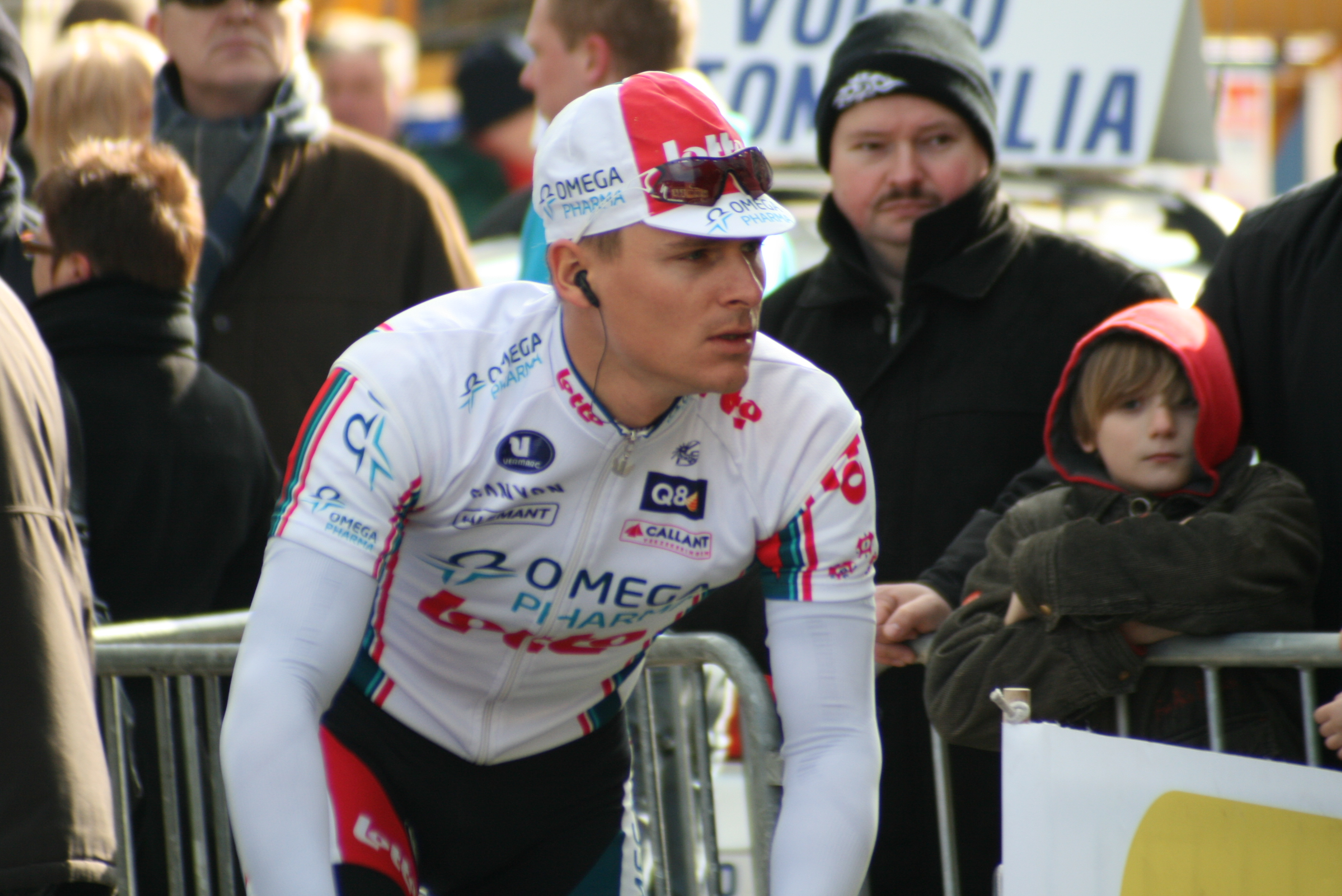
Tom Stubbe bei den Driedaagse van West-Vlaanderen 2010

Tom Stubbe (* 26. Mai 1981 in Blankenberge) ist ein belgischer Radrennfahrer.
Tom Stubbe begann seine Karriere 2004 bei dem spanisch-belgischen Radsportteam Relax-Bodysol. Seit 2005 fährt er für das Professional Continental Team Chocolade Jacques. Bei der Belgien-Rundfahrt wurde er 22. der Gesamtwertung. Bei der Dänemark-Rundfahrt wurde er Fünfter in der Bergwertung. Bei der Tour de l’Avenir 2006 belegte Stubbe den dritten Platz in der Gesamtwertung hinter dem Sieger Moisés Dueñas und Robert Gesink.
Ende der Saison 2011 beendete er seine Karriere als Berufsradfahrer.

## Teams
- 2004 Relax-Bodysol
- 2005 Chocolade Jacques-T Interim
- 2006 Chocolade Jacques-Topsport Vlaanderen
- 2007 Chocolade Jacques-Topsport Vlaanderen
- 2008 Française des Jeux
- 2009 Silence-Lotto
- 2010 Omega Pharma-Lotto
- 2011 Donckers Koffie-Jelly Belly